# Jan Białostocki
Jan Białostocki (Sarátov, 14 de agosto de 1921-Varsovia, 25 de diciembre de 1988) fue un historiador del arte polaco. Se le suele englobar en la escuela historiográfica de la iconología, fundada por Aby Warburg.

## Biografía
Estudió filosofía e historia del arte en la llamada Universidad Secreta de Varsovia durante la ocupación alemana de Polonia (1939–45), donde fue alumno de Władysław Tatarkiewicz, Tadeusz Kotarbiński y Michał Walicki. Entre septiembre de 1944 y mayo de 1945 estuvo preso en varios campos de concentración nazis. Tras la guerra trabajó como asistente en el Museo Nacional de Varsovia, donde desde 1956 dirigió la Galería de Pinturas de las Escuelas Extranjeras. Desde 1962 fue profesor en la Universidad de Varsovia. Desde 1965 fue catedrático invitado en la Universidad de Yale.
Los principales campos de estudio de Białostocki fueron la teoría del arte y la metodología. En 1966 se publicó en Dresde un compendio de sus trabajos sobre estilo e iconografía.
Fue miembro de la Academia de Ciencias de Polonia, la Real Academia de Artes y Ciencias de los Países Bajos, la Academia Sajona de Ciencias y la Academia de Ciencias de Baviera. En 1980 ganó el Premio Aby Warburg y, en 1983, el Premio Reuchlin.

## Obras
- Poussin i teoria klasycyzmu (1953)
- Pojęcie manieryzmu i problem odrębności sztuki polskiej w końcu XVI i w początku XVII wieku (1953)
- Cyrkiel i „Melancholia”. O teorii sztuki Abrechta Dürera (1954)
- Malarstwo europejskie w zbiorach polskich (1955)
- Badania ikonograficzne nad Rembrandtem (1957)
- Metoda ikonologiczna w badaniach nad sztuką (1957)
- Pięć wieków myśli o sztuce (1959)
- "Dürer, Albrecht". In Encyclopedia of World Art (1961)
- Styl i modus w sztukach plastycznych (1961)
- Teoria i twórczość. O tradycji i inwencji w teorii sztuki i ikonografii (1961)
- Le "Baroque": style, epoque, attitude (1962)
- Sztuka cenniejsza niż złoto. Opowieść o sztuce europejskiej naszej ery (1963)
- "Iconography and Iconology". In Encyclopedia of World Art (1963)
- Encompassing Themes and Archetypal Images (1965)
- Der Manierismus zwischen Triumph und Dämmerung (1965)
- Późny gotyk: rozwój pojęcia i terminu (1965)
- Stil und Ikonographie. Studien zur Kunstwissenschaft (1966)
- Kompozycja emblematyczna epitafiów śląskich XVI wieku (1968)
- Symbolika drzwi w sepulkralnej sztuce baroku (1968)
- Rembrandt's "Eques Polonus" (1969)
- Erwin Panofsky (1892-1968) (1970)
- Two Types of International Mannerism: Italian and Northern (1970)
- William Hogarth (1972)
- Spätmittelalter und beginnende Neuzeit (1972)
- The Art of the Renaissance in Eastern Europe (1976)
- Vom heroischen Grabmal zum Bauernbegräbnis (1977)
- Refleksje i syntezy ze świata sztuki (1978)
- Die Eigenart der Kunst Venedigs (1980)
- Historia sztuki wśród nauk humanistycznych (1980)
- Zeichnungen alter Meister aus polnischen Sammlungen (1981)
- Symbole i obrazy w świecie sztuki (1982)
- Dürer und die Humanisten (1983)
- Dürer and his Critics, 1500-1971 (1986)
- "Die Todessymbolik der Tür". In Festschrift zum 70. Geburtstag von Erik Forssman (1987)
- The Message of Images. Studies in the History of Art (1988)
- Sztuka XV wieku. Od Parlerów do Dürera (2010)